# Perry Mason (Fernsehserie, 1957)
Perry Mason ist eine US-amerikanische Fernsehserie, die von 1957 bis 1966 produziert wurde. Sie basiert auf den Romanen Erle Stanley Gardners um den Strafverteidiger Perry Mason. Es entstanden in neun Staffeln 271 Folgen mit einer Länge von jeweils 50 Minuten.

## Handlung
Es wird ein Verbrechen begangen, die Polizei ermittelt und verhaftet einen Unschuldigen. Dieser wird durch den Staatsanwalt Hamilton Burger angeklagt. Perry Mason wird mit der Verteidigung dieses Unschuldigen beauftragt und klärt mit Hilfe des Privatdetektivs Paul Drake und seiner Sekretärin Della Street die wahre Sachlage auf. In einem dramatischen Finale im Gerichtssaal wird der tatsächliche Täter entlarvt und der gerechten Strafe zugeführt.
Nur wenige Folgen weichen von diesem Schema ab. So gewinnt Hamilton Burger einmal einen Fall, verliert dann im Wiederaufnahmeverfahren aber prompt wieder. 

## Besetzung
| Schauspieler     | Rolle            | Staffeln | Synchronsprecher                                             |
| ---------------- | ---------------- | -------- | ------------------------------------------------------------ |
| Raymond Burr     | Perry Mason      | 1–9      | Heinz Giese (1. Stimme) Engelbert von Nordhausen (2. Stimme) |
| Barbara Hale     | Della Street     | 1–9      | Heike Schroetter                                             |
| William Hopper   | Paul Drake       | 1–9      | Martin Keßler                                                |
| William Talman   | Hamilton Burger  | 1–9      | Manfred Rahn                                                 |
| Ray Collins      | Lt. Arthur Tragg | 1–8      | Hans W. Hamacher (1. Stimme) Horst Kempe (2. Stimme)         |
| Wesley Lau       | Lt. Anderson     | 5–8      | Lothar Hinze                                                 |
| Richard Anderson | Lt. Drumm        | 9        | Karl Sturm                                                   |

## Hintergrund
Die Serie wurde bis auf eine Ausnahme, die Folge Der Fall mit dem schüchternen Schurken (Originaltitel: The Case of the Twice Told Twist), in schwarz-weiß gedreht.
Als Raymond Burr während der sechsten Staffel krankheitsbedingt kürzertreten musste, übernahmen in vier Folgen Bette Davis, Michael Rennie, Hugh O’Brian und Walter Pidgeon die Rolle des Anwalts. In der achten Staffel fehlte Burr aufgrund von Vertragsstreitigkeiten in zwei Folgen ganz; hier sprangen Mike Connors und Barry Sullivan für ihn ein.
Ray Collins in der Rolle des Lt. Tragg hatte ab Ende der siebten Staffel altersbedingt nur noch sporadisch kleinere Auftritte. Ihm stand bereits seit der fünften Staffel Wesley Lau als Lt. Anderson zur Seite. Collins verstarb im Sommer 1965 nach Abschluss der Dreharbeiten zur achten Staffel.
Die Produzentin der Serie, die frühere Schauspielerin Gail Patrick, war die Ehefrau von Cornwell Jackson, dem Agenten Erle Stanley Gardners. In The Case of the Final Fade-Out (deutscher Titel: Der Fall mit der letzten Leiche), der letzten Folge der Serie, sind Erle Stanley Gardner als Richter und Gail Patrick als Zuschauerin im Gerichtssaal zu sehen.

## Die Serie in Deutschland
Das Deutsche Fernsehen zeigte von November 1959 bis Januar 1963 insgesamt 23 Folgen der Serie. Die komplette Serie lief in Deutschland erstmals in den 1990er Jahren auf den Sendern ProSieben und Kabel eins, wobei die bereits von der ARD gezeigten Folgen neu synchronisiert wurden. Diese deutsche Fassung entstand von 1988 bis 1994 bei der KBS Film bzw. deren Muttergesellschaft Deutsche Synchron in Berlin. Dialogregie führte Engelbert von Nordhausen, der auch Raymond Burr seine Stimme lieh und den Großteil der Dialogbücher schrieb.
In den Jahren 2009 und 2010 veröffentlichte Paramount Home Entertainment Germany die ersten beiden Staffeln von Perry Mason in Halbstaffelboxen auf DVD.

## Fortsetzungen
Unter dem Titel The New Perry Mason gab es von 1973 bis 1974 eine Neuauflage der Serie mit Monte Markham als Perry Mason und Sharon Acker als Della Street, die jedoch nach 15 Folgen wieder eingestellt wurde.
Von 1985 bis 1995 entstanden 30 Fernsehfilme, 26 davon mit Raymond Burr in der Hauptrolle. Neben ihm war Barbara Hale als einzige Darstellerin der ursprünglichen Serie mit von der Partie. Burr war zuletzt schwer erkrankt und konnte nur unter Schmerzen die Dreharbeiten absolvieren. Nach seinem Tod entstanden noch vier weitere Filme unter dem Titel A Perry Mason Mystery mit Barbara Hale an der Seite von anderen Strafverteidigern (ein Film mit Paul Sorvino, drei mit Hal Holbrook). William Katt, der Sohn von Barbara Hale, spielte bis 1988 die Rolle des Detektivs Paul Drake Jr. In den Filmen der Jahre 1989 bis 1995 übernahm William R. Moses als Ken Malansky die Rolle des Assistenten.